# 卡爾瓦斯區
卡爾瓦斯區（西班牙語：Distrito de Carhuaz），是秘魯的一個區，位於該國北部安卡什大區的卡爾瓦斯省，始建於1857年7月25日，面積194.62平方公里，海拔高度2,638米，2005年人口13,615，人口密度為每平方公里70人。